# صدر الدين محمد بن صالح شرف الدين
السيد صدر الدين محمد بن صالح بن محمد شرف الدين الموسوي، وهو الجد الأعلى لأسرة آل الصدر الموسويين والمنتشرين في الشرق الأدنى، خاصة في العراق، لبنان وإيران.

## آل الصدر
آل الصدر هي العائلة التي تتفرع من نسل كل من الأخوين الشقيقين:
- صدر الدين محمد بن صالح شرف الدين
- محمد علي بن صالح شرف الدين

والحري أن ينسب فقط أولاد صدر الدين محمد إلى عائلة الصدر، ولكن ضـُم إليه أولاد أخيه على اعتبار أن أخاه مات في ريعان الشباب فتعهّد صدر الدين بالعناية بهم وضمّهم إلى أولاده فنُسبوا جميعا له. 

ولصدر الدين إخوة غير محمد علي، لم يطلق عليهم لقب آل الصدر، وتم ذكرهم جميعا في ترجمة صالح الكبير.

## ولادته وسيرته
كانت ولادته سنة 1193 هجرية في جبل عامل، وقيل أنه أصبح مجتهدا في سن الثالثة عشرة من عمره. هاجر إلى العراق مع والده صالح عام 1197 هجرية إثر فتنة الجزار وكان عمره 4 سنوات، درس في بغداد والنجف على بحر العلوم، وحضر درس صبغة الله كبير علماء أهل السنة في عصره وناظره في المسائل الكلامية، سكن في يزد مدة ثم ذهب إلى أصفهان وأقام فيها وشرع بالتدريس. 

## أبرز أساتذته
درس على والده صالح شرف الدين مدة من الزمن وأبرز أساتذته في الدرس والإجازة:
- محمد مهدي بحر العلوم
- علي صاحب الرياض
- الشيخ سليمان بن معتوق العاملي
- الشيخ جعفر آل كاشف الغطاء (الكبير)، وتزوج من ابنته
- محسن الأعرجي

## أبرز تلامذته
كان من أبرز طلابه:
- الشيخ مرتضى الأنصاري
- الميرزا محمد هاشم
- محمد شفيع

## مصنفاته
من مصنفاته:
- «أسرة العترة»: في الفقه
- «القسطاس المستقيم»: في أصول الفقه
- «المستطرفات»: في الفروع الفقهية
- «شرح منظومة الرضاع»
- «المجال في الرجال».
- «تعليقة على رجال الشيخ أبي علي» - أسماه نكت الرحال
- «شرح مقبولة عمرو بن حنظلة»
- «رسالة حجية المظنة»
- «تعليقة على نقد الرجال».
- «مسألة ذي الرأسين»
- «قوت لا يموت»: وهي رسالته العملية
- قرة العين - رسالة في النحو مع شواهد من القران الكريم

## أولاده
والدته هي بنت الشيخ علي بن محي الدين بن علي بن محمد بن الحسن ين زين الدين، تزوج صدر الدين محمد بن صالح من كريمة الشيخ جعفر آل كاشف الغطاء ومن غيرها أيضا، وله من الأولاد ما يلي:
- محمد علي بن صدر الدين المعروف بآغا مجتهد
- أبو جعفر بن صدر الدين العاملي الأصفهاني:[3] ولد عام 1262 هجرية وتوفي سنة 1320 (أو 1324 هجرية) بأصفهان. امه بنت الشيخ جعفر صاحب كشف الغطاء، قرأ على علماء أصفهان[4] واختص بأسد الله بن محمد باقر وكان صهره وتتلمذ عليه في الفقه.
- إسماعيل بن صدر الدين الموسوي العاملي الأصفهاني الكاظمي المعروف باسم إسماعيل الصدر.
- أبو الحسن بن صدر الدين:[5] توفي حوالي العام 1300 هجرية ونيّف.

## وفاته
عاد في آخر حياته من أصفهان وأقام في النجف عند أخيه أبي الحسن سنتين أو ثلاث، وتوفي سنة 1264 هجرية في النجف ودفن فيها. 